# Лисарди, Диего
Дие́го Лиса́рди Марсья́ль (исп. и англ. Diego Lizardi Marcial; 10 октября 1975 года — 21 февраля 2008 года) — пуэрто-риканский гимнаст. Лизарди представлял Пуэрто-Рико на нескольких международных турнирах, в том числе на двух летних Олимпийских игах.
21 февраля 2008 года Лизарди погиб в автокатастрофе, когда его автомобиль врезался в припаркованный грузовик с бетонными плитами.

## Биография
Диего Лизарди Марсиаль родился в городе Сан-Хуан, Пуэрто-Рико. С 1981 года, с 6 лет, он начал учиться в гимнастической школе в Cupey. Позже он учился в университете Пуэрто-Рико в Hato Rey.
Его спортивная карьера началась с побед в национальных чемпионатах по спортивной гимнастике. С 1988 по 2001 год он собрал 13 медалей на чемпионатах разных уровней.
В 1990 году Лизарди принял участие в Играх Центральной Америки и Карибского бассейна, проходивших в Мексике. Пуэрто-риканская команда завоевала на этих соревнованиях бронзовую медалью. В 1993 году он завоевал серебряную медалью в Понсе, Пуэрто-Рико.
В 1996 году он принял участие в летних Олимпийских играх 1996 в Атланте, где в личном многоборье занял 64-е место. Ещё он участвовал в летних Олимпийских играх 2000 в Сиднее, Австралия. В Сиднее он был 49-м в личном многоборье.
В 2003 году он участвовал в Панамериканских играх в Санто-Доминго, Доминиканская Республика. На Панамериканских играх 2003 года он был знаменосцем Пуэрто-Рико.
Закончив выступать на соревнованиях, он продолжал сотрудничать с федерацией гимнастики Пуэрто-Рико, создал в Пуэрто-Рико собственный гимнастический центр.
Лизарди умер 21 февраля 2008 года в ночной автокатастрофе, когда его автомобиль врезался в припаркованный грузовик. В этот год он занимался подготовкой к открытию гимнастической школы для детей Пуэрто-Рико в третьем по величине городе Понсе.

## Награды

### Игры Центральной Америки и Карибского бассейна
- Мексика 1990 — бронза в командном первенстве
- Понсе 1993 — серебро в вольных упражнениях
- Маракайбо 1998 — золото в упражнениях на кольцах

### Панамериканские игры
- Панамериканские игры 1991 на Кубе — четвёртое место с командой
- Панамериканские игры 1999 Виннипег — бронза в упражнениях на кольцах

### Ибероамериканский чемпионат
- Бразилия — золотая медаль

### Международный кубок
- Сан-Хуан 1997 — первое место на кольцах, в вольных упражнениях и в многоборье